# 厄勒斯塔兹
厄勒斯塔兹（Ørestad）是丹麥首都哥本哈根的一個地區，位於阿邁厄島。厄勒斯塔兹計劃可以容納20,000人居住，並且有20,000人在此就學，80,000人在此就業，但這一目標至今未達到。厄勒斯塔兹是哥本哈根的新開發區。